# Saint-Vincent-Lespinasse

Saint-Vincent-Lespinasse este o comună în departamentul Tarn-et-Garonne din sudul Franței. În 2009 avea o populație de 229 de locuitori.

## Evoluția populației
| An        | 1975 | 1982 | 1990 | 1999 | 2006 | 2009 |
| --------- | ---- | ---- | ---- | ---- | ---- | ---- |
| Populație | 201  | 220  | 219  | 204  | 215  | 229  |